# Andolofotsy
Andolofotsy – miejscowość w środkowym Madagaskarze, w regionie Itasy, w dystrykcie Miarinarivo, nad brzegiem rzeki Sakay. Według spisu ludności w 2001 roku miejscowość liczyła ok. 21 tys. mieszkańców.